# Mathematics Genealogy Project
Le Mathematics Genealogy Project est une base de données sur Internet qui donne la généalogie académique de mathématiciens.

## Historique
Le projet est né au milieu des années 1990 à l'université d'État du Minnesota sous la direction de Harry Coonce (en). Il change ensuite de lieu et est hébergé par l'université d'État du Dakota du Nord. Depuis 2003, il est sous la tutelle de l'American Mathematical Society et il a reçu une subvention de l'Institut de mathématiques Clay en 2005.
En 2007, la base de données contenait déjà plus de cent mille noms.

## Commentaires
Dans le Times Higher Education, le projet est rapproché de l'ouvrage The Sociology of Philosophies: A Global Theory of Intellectual Change de Randall Collins, pour le fait de « tracer » les héritages dans un domaine, et du nombre d'Erdős pour ce qui est de la volonté pour le mathématicien de se rapprocher d'un mathématicien célèbre.